# Peter Bruckmann

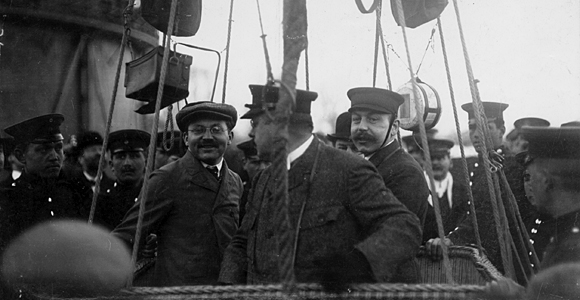
Ballon „Württemberg“ vor dem Aufstieg am Heilbronner Gaswerk (14. März 1909), in der Mitte im Korb Peter Bruckmann, rechts Ernst Jäckh

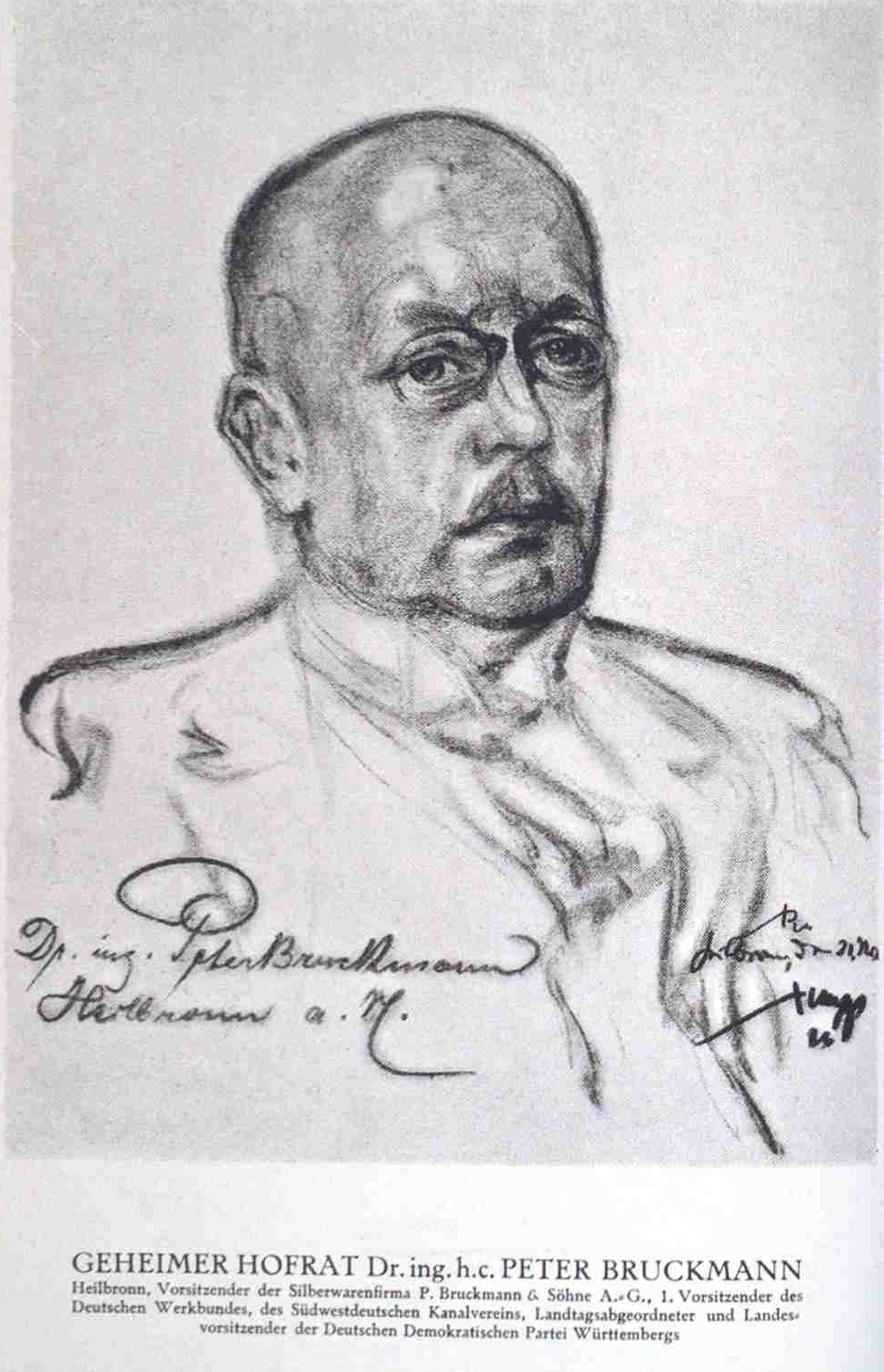
Emil Stumpp Peter Bruckmann (1926)

Peter Bruckmann (* 13. Januar 1865 in Heilbronn; † 2. März 1937 ebenda; vollständiger Name: Clemens Ernst Peter Bruckmann) war ein deutscher Unternehmer und Mäzen, Mitinhaber der Silberwarenfabrik Peter Bruckmann & Söhne sowie Mitbegründer und zweimal Vorsitzender des Deutschen Werkbunds. Von seiner Heimatstadt Heilbronn wurde er 1926 mit der Ehrenbürgerwürde ausgezeichnet.

## Leben und Werk

### Unternehmer
Peter Bruckmann war ein Sohn von Ernst Dietrich Bruckmann (1829–1870) und dessen Ehefrau Pauline Bruckmann, geb. Braun. Zehn Jahre nach dem Tod des Vaters heiratete die Mutter den Reichstagsabgeordneten Georg Härle.
Nach Besuch des humanistischen Karls-Gymnasiums in Heilbronn studierte Peter Bruckmann von 1883 bis 1887 an der Kunstgewerbeschule München und der Technischen Hochschule München. Von 1886 bis 1887 leistete er seinen Militärdienst als Einjährig-Freiwilliger in Karlsruhe und Mannheim ab. Danach übernahm er 1887 zusammen mit seinem Bruder Ernst Bruckmann den väterlichen Betrieb, die Silberwarenfabrik Peter Bruckmann & Söhne in Heilbronn, die von seinem Großvater Georg Peter Bruckmann (1778–1850) im Jahr 1805 gegründet worden war und überwiegend Bestecke produzierte. Peter Bruckmann war dabei vornehmlich für den künstlerischen Bereich verantwortlich.
Seine künstlerische Ausbildung erlaubte es ihm, seinen gewerblichen Produkten einen künstlerischen Stempel aufzudrücken. So gestaltete er den Silberbrunnen für die Weltausstellung Paris 1900. Aber auch in der seriellen Produktion war sein Bemühen um die Qualitätserhaltung bemerkenswert.
1923 zog er sich aus dem Unternehmen zurück und überließ die Geschäftsleitung seinem Sohn Dietrich Bruckmann (1896–1967). Aus Peter Bruckmanns 1889 geschlossener Ehe mit Johanne bzw. Johanna (1870–1947), einer Tochter von Louis Link, gingen drei Söhne und eine Tochter hervor, außer Dietrich Bruckmann noch die Söhne Peter (1890–1920) und Wilfrid (* 1907) und die Tochter Johanna (* 1892).

### Politik
Bruckmann war seiner demokratischen Überzeugung gemäß Mitglied der Deutschen Demokratischen Partei (DDP) und von 1915 bis 1933 Mitglied im Landtag des freien Volksstaates Württemberg. Vom 6. Januar 1921 bis 1933 war er als Nachfolger von Conrad Haußmann Landesvorsitzender der DDP in Württemberg.

### Deutscher Werkbund
1907 lernte er den Architekten Hermann Muthesius kennen und wurde im gleichen Jahr einer der Mitbegründer des Deutschen Werkbunds. Von 1909 bis 1919 und von 1926 bis 1932 war er dessen Vorsitzender. Hier arbeitete er mit vielen Kunstschaffenden zusammen, so mit Ludwig Mies van der Rohe und Walter Curt Behrendt. Bruckmanns Bestreben war es, in und mit diesem Kreis die starken technischen und gesellschaftlichen Veränderungen nach der Jahrhundertwende aufzunehmen und in neuen Formen zum Ausdruck zu bringen. 1914 war Bruckmann zweiter Präsident der Werkbundausstellung in Köln, 1924 dann Vorsitzender der Werkbundausstellung Die Form in Stuttgart.
1932 wurde er zum Ehrenvorsitzenden des Deutschen Werkbunds ernannt.

### Werkbundausstellung „Die Wohnung“ (1927)
Durch die Mitarbeit im Südwestdeutschen Kanalverein und im Deutschen Werkbund hatte er verschiedene Kontakte, u. a. zu Stuttgarts Oberbürgermeister Karl Lautenschlager (1868–1952) und zum Baubürgermeister Daniel Sigloch, andererseits im Deutschen Werkbund zu Ludwig Mies van der Rohe, Willi Baumeister und Gustaf Stotz. Nach dem Stuttgarter Kultursommer 1924 entstand im Deutschen Werkbund die Idee, eine Ausstellung zum Neuen Bauen zu veranstalten. Bruckmann wurde zu einem entscheidenden Motor für die Ausstellung „Die Wohnung“ von 1927, deren bleibendes Ergebnis die Stuttgarter Weißenhofsiedlung ist. Hier bauten die bekanntesten Architekten ihrer Zeit nebeneinander und zeigten die neue Richtung der Architektur.

### Kanalverein
Darüber hinaus war er auch im Südwestdeutschen Kanalverein tätig, der sich mit dem Ausbau des Neckars beschäftigte, so dass der untere Neckar auch für Großschiffe schiffbar wurde. Bruckmann war an neuer Architektur interessiert und hatte die Vision, die neu entstehenden Neckarufer mit innovativer Architektur zu bebauen. Hier fiel besonders sein beharrliches Verhandlungsgeschick gegenüber vielen Widersachern auf.

### Mäzen
In Heilbronn war Bruckmann auch als Kulturförderer bekannt. So brachte er den Bau des Stadttheaters Heilbronn voran, das 1913 eingeweiht werden konnte. Symptomatisch für sein Lebenswerk war auch diese Einweihung: Er war nicht nur an der technischen Seite interessiert, sondern auch an der künstlerischen. So verfasste er für die Einweihung des Gebäudes am 30. September 1913 ein Weihespiel. Diesen Zug seiner Persönlichkeit (der auch seine Tätigkeit für den Kanalverein umfasste) honorierte man an seinem 60. Geburtstag mit dem hübschen Bonmot „des ganzen Landes großer Bewässerer“.

### Gewerbeschulrat
Zu Bruckmanns Zeit war es üblich, dass Lehrlinge sonntags oder nach der Arbeit am Abend zur Berufsschule, die bis zur Reichsschulkonferenz von 1920 noch Fortbildungsschule hieß, gehen mussten. Als Gewerbeschulrat lag ihm die gute schulische Betreuung der Lehrlinge am Herzen. Deshalb führte er in Heilbronn – und erstmals in Baden-Württemberg – einen Berufsschultag, d. h. Tagespflicht- und Werkstattunterricht für Berufsschüler ein. Damit fiel der stark belastende Sonntags- und Abendunterricht für die Lehrlinge weg. Wichtig war ihm auch die unbürokratische Beziehung zwischen Industrie und Schulen, um eine belebende Atmosphäre für kreativ-schaffenden Menschen bereitzustellen. Er wollte „den Menschen aus dem Lehrling [herausschälen] und auf ihn erzieherisch einwirken“.

### Deutscher und Österreichischer Alpenverein
1898 wurde Bruckmann zweiter Vorstand der Sektion Heilbronn des damaligen Deutschen und Österreichischen Alpenvereins. 1900 rückte er zum ersten Vorstand auf. Unter seiner Federführung wurde 1909 am Tiroler Tascheljöchl mit dem Bau der ersten Heilbronner Hütte begonnen, die von Bruckmann am 19. Juli 1910 eingeweiht wurde. 1919 fiel das Gebiet um das Tascheljöchl an Italien, so dass Bruckmann ab 1925 einen Hüttenneubau an anderer Stelle planen musste. Im Spätherbst 1926 begann abermals unter Bruckmanns Federführung der Bau der noch heute bestehenden, zweiten Heilbronner Hütte im Verwall. Ein 1929 eingeweihter Wanderweg von der Hütte zum Wannenjöchl wurde zu Ehren des Sektionsvorsitzenden Peter-Bruckmann-Weg genannt, längs des Weges befindet sich zudem die kleine Bruckmann-Brücke. Bruckmann trat im Sommer 1933 krankheitsbedingt von seinem Vorstandsamt in der Sektion zurück.

## Heutige Würdigung Bruckmanns
In seiner Heimatstadt Heilbronn sind verschiedene Bauwerke und Orte nach Peter Bruckmann benannt:
- Beim Hafen führt die Peter-Bruckmann-Brücke über den Neckar.
- Die Bruckmannstraße ist seit 1899 dem Andenken der gesamten Familie Bruckmann gewidmet und befindet sich am ehemaligen Werksgelände der Silberwarenfabrik.
- Eine Berufsschule in der Innenstadt von Heilbronn trägt seit September 2005 den Namen Peter-Bruckmann-Schule.
- Im Foyer der Industrie- und Handelskammer Heilbronn befindet sich eine Büste Bruckmanns.

In der Landeshauptstadt Stuttgart ist im Gebiet der Weißenhofsiedlung der Bruckmannweg nach Peter Bruckmann als Förderer der Werkbundausstellung von 1927 benannt.
In den österreichischen Alpen im Verwall nahe der Heilbronner Hütte befinden sich seit 1929 der Peter-Bruckmann-Weg und die Peter-Bruckmann-Brücke. Diese Namensvergabe würdigt Bruckmann als langjährigen Vorstand der Heilbronner Sektion des Alpenvereins und als Initiator des Baus der Heilbronner Hütte.

## Veröffentlichungen
- Heilbronn-Montmédy September 1914: Fahrtbericht. Wulle, Heilbronn a. N. 1914.

- Vom Neckar an die Bzura: Dezember–Januar 1914/15. Salzer, Heilbronn a. N. 1915 (Digitalisat).

- (Hrsg.): Erinnerungen an den 60. Geburtstag Peter Bruckmanns in Heilbronn: 13.I.1925. Bruckmann, Heilbronn a. N. 1926.